# Neonella mayaguez
Neonella mayaguez là một loài nhện trong họ Salticidae.
Loài này thuộc chi Neonella. Neonella mayaguez được María Elena Galiano miêu tả năm 1998.